# Președinte pe viață
Un președinte pe viață este un titlu pe care unii dictatori îl preiau pentru a revoca termenul limită, urmărind ca autoritatea și legitimitatea lor să nu fie disputată.
Unul din cele mai cunoscute personaje care și-a extins mandatul nelimitat a fost dictatorul roman Iulius Cezar, care s-a autoproclamat Dictator perpetue (frecvent tradus greșit ca „Dictator pe viață”) în anul 45 î.Hr. Din punct de vedere tradițional, funcția dictatorului putea dura timp de șase luni, iar deși a nu a fost primul dictator roman căruia să i se ofere funcția fără un termen limitat, a fost dictatura acestuia care a inspirat numeroși împărați romani care au domnit după moartea sa. Faptele sale vor fi ulterior preluate de Napoleon Bonaparte, liderul francez care a fost numit „Prim consul pe viață” în 1802. De atunci, mulți dictatori și-au luat nume similare, fie din autoritatea acestora, fie le-au fost acordate către legislație.
Majoritatea liderilor care s-au autoproclamat președinte pe viață nu au reușit să-și ducă mandatul de viață până la sfârșit. Cei mai multi au fost scoși din funcție cu mult înainte de a deceda. Cu toate aceste, câțiva dintre dictatori și-au dus mandatul până la decesul lor precum Rafael Carrera, François Duvalier, Saparmurat Niyazov, José Gaspar Rodríguez de Francia și Iosip Broz Tito.